# Evaristo de Churruca
Evaristo de Churruca y Brunet, primer conde de Motrico (Izu, 26 de octubre de 1841-Bilbao, 3 de abril de 1917), fue un ingeniero español, conocido principalmente por haber construido el puerto exterior de Bilbao.

## Biografía
Nació en el pueblo navarro de Izu, cerca de Pamplona, aunque su familia era oriunda de la localidad guipuzcoana de Motrico a donde se trasladaría con su familia a los pocos años. 

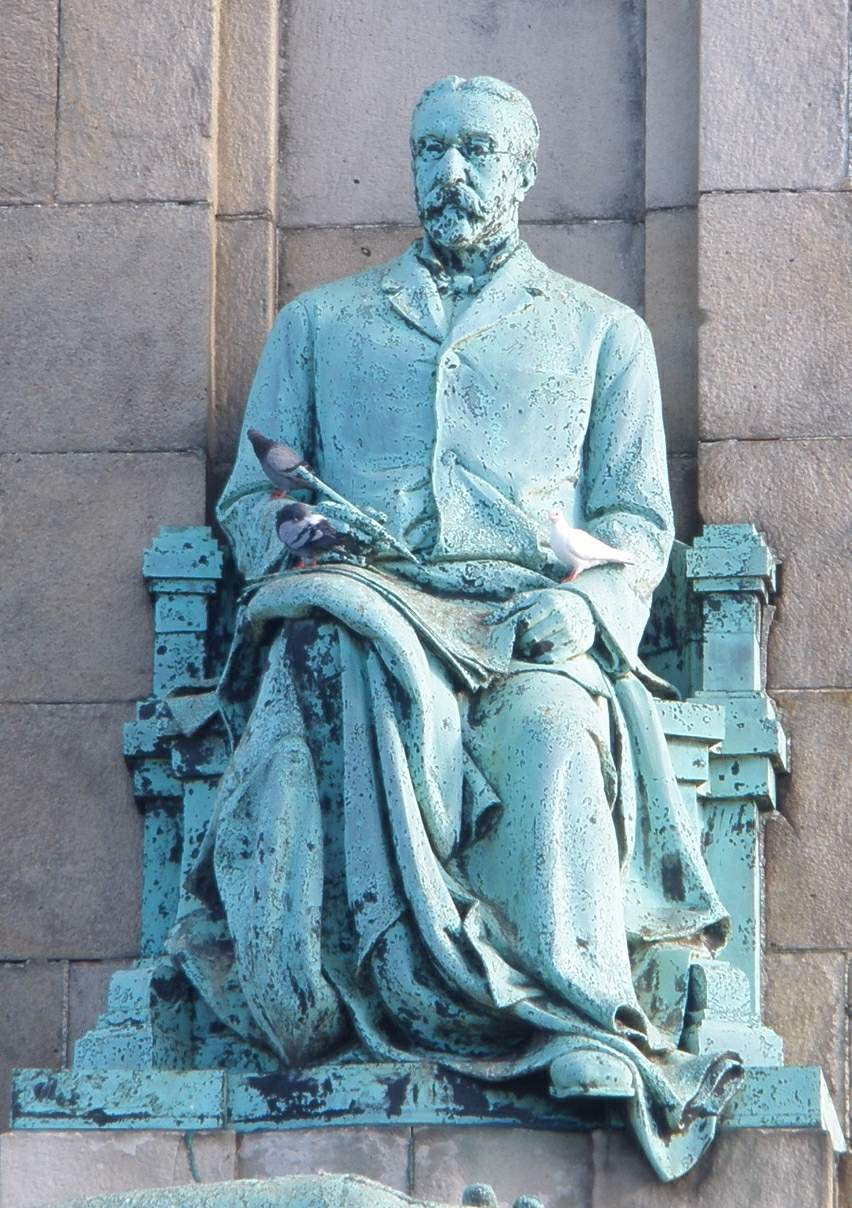
Monumento a Churruca en Las Arenas, Guecho.

Estaba emparentado con el famoso marino Cosme Damián Churruca, héroe de la batalla de Trafalgar. Realizó estudios medios en el Real Seminario de Vergara y universitarios en Madrid, donde cursaría brillantemente la carrera de Ingeniero de Caminos, Canales y Puertos. En 1863, acabada la carrera, fue destinado al Levante. Dirigió diversas obras en la provincia de Murcia, donde construyó los faros de Cabo de Palos y Portmán; y Valencia, donde realizó tareas relacionadas con la hidrología. Tras pasar por Vizcaya, donde canalizó la ría de Guernica, fue transferido a Puerto Rico en 1866. En Puerto Rico estuvo a cargo de la instalación de la red de telégrafos de la isla y llevó a cabo un estudio para mejorar el puerto de San Juan y de construir una iglesia neogotica en municipio de Humacao. En 1870 fue nombrado inspector general de obras públicas de la isla. Construyó numerosos edificios públicos y civiles y canalizó los ríos Bucaná y Jacaguas. Antes de regresar a la península vivió un tiempo en La Habana y realizó un largo viaje por los Estados Unidos.
De regreso a España en 1873 y tras trabajar durante varios años para la sección de carreteras y ferrocarriles de la Junta Consultiva de Caminos, Canales y Puertos,  se hizo cargo en 1877 de la construcción del puerto exterior de Bilbao y de la canalización del río Nervión. Las obras finalizaron en 1904 y convirtieron al puerto de Bilbao en uno de los mejores y más seguros de España. Estas obras permitieron el desarrollo industrial de esa ciudad. 
En 1908 Alfonso XIII le nombró conde de Motrico, y también fue condecorado con la cruz de la Orden de Carlos III, la gran cruz de la Orden de Isabel la Católica y la Legión de Honor francesa, entre otros reconocimientos.
Un monumento fue erigido en su honor en la localidad de Guecho, en la desembocadura de la ría de Bilbao. Hay calles en su honor en Motrico (Calle Conde de Motrico), Las Arenas (Muelle Churruca) y Bilbao (Muelle Evaristo Churruca).

## Bibliografía

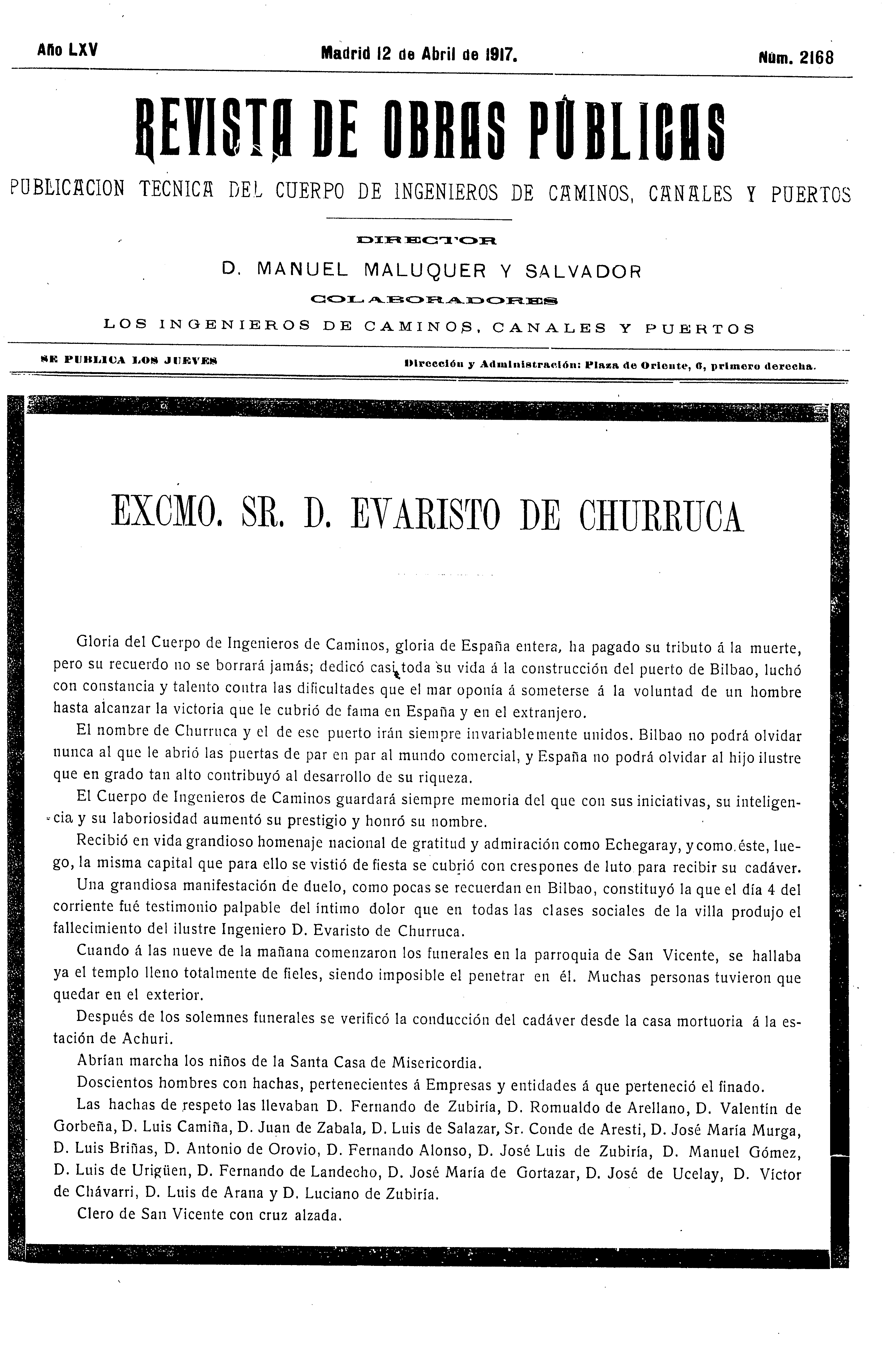
Portada de la Revista de Obras Públicas del 12 de abril de 1917 con necrológica de Evaristo de Churruca